# Marcilly-la-Gueurce
Marcilly-la-Gueurce település Franciaországban, Saône-et-Loire megyében. Lakosainak száma 135 fő (2022. január 1.). Marcilly-la-Gueurce Charolles, Changy, Dyo, Ouroux-sous-le-Bois-Sainte-Marie, Ozolles és Vaudebarrier községekkel határos.

## Népesség
A település népességének változása:
| Lakosok száma | 117  | 115  | 123  | 120  | 122  | 128  | 129  | 131  | 135  |
|               | 2013 | 2015 | 2016 | 2017 | 2018 | 2019 | 2020 | 2021 | 2022 |